# Dziecko Matki Bożej
„Dziecko Matki Bożej” (niem. Marienkind) – niemiecka baśń zamieszczona przez braci Grimm w zbiorze Baśnie braci Grimm w 1812 r. (KHM 3). W klasyfikacji Aarne-Thompsona ma numer 710.
Bracia Grimm zauważyli podobieństwo utworu do włoskiej baśni La facce de crapa i norweskiej Maria Panna matką chrzestną. Zauważyli również jego związek z zakazanymi drzwiami i charakterystyczną plamą z baśni Ptak-straszydło. Inne baśnie, które wykorzystują te elementy to Sinobrody i In the Black Woman's Castle.

## Geneza
Opowieść została opublikowana przez braci Grimm w pierwszym wydaniu zbioru Kinder- und Hausmärchen w 1812 roku i uległa jedynie niewielkim zmianom w kolejnych wydaniach. Ich źródłem był Gretchen Wild (1787–1819).

## Treść
Biedny drwal i jego żona mieli trzyletnią córkę, której nie mogli wyżywić. Dziewica Maryja ukazała się drwalowi i obiecała, że zaopiekuje się dzieckiem, więc oddali jej je. Dziewczynka dorastała szczęśliwie w Niebie. Pewnego dnia Dziewica musiała udać się w podróż i wręczyła dziewczynie klucze, mówiąc, że może otworzyć dwanaście drzwi, ale nie trzynaste. Dziewczyna otworzyła pierwszych dwanaście i znalazła za nimi Apostołów. Potem otworzyła trzynaste drzwi. Za nimi była Trójca Święta, a palec dziewczyny pokrył się złotem. Próbowała to ukryć, kłamiąc trzy razy, a Dziewica Maryja odkrywszy prawdę powiedziała, że dziewczyna nie może dłużej pozostać w niebie z powodu swojego nieposłuszeństwa i kłamstwa.
Dziewczyna zasnęła i obudziła się w lesie. Opłakując swoje nieszczęście, żyła w wydrążonym drzewie, jadła dzikie rośliny i rozdarła całe swoje ubranie, dopóki nie była naga. Pewnego dnia król, spotkawszy dziewczynę podczas polowania, uznał ją za piękną, ale niezdolną do mówienia. Zabrał ją do domu i poślubił.
Rok później urodziła syna. Maryja ukazała się i zażądała, aby przyznała się do otwarcia drzwi. Dziewczyna ponownie skłamała, wobec czego Dziewica zabrała jej syna, a ludzie szeptali, że królowa zabiła i zjadła dziecko. W następnym roku urodziła syna i wszystko stało się tak, jak wcześniej. W trzecim roku dziewczyna urodziła córkę, a Maryja zabrała ją do nieba i pokazała jej synów, ale dziewczyna wciąż nie przyznawała się. Tym razem król nie mógł powstrzymać swoich radnych, a królowa została skazana na śmierć. Kiedy została przyniesiona na stos, ustąpiła i żałowała, że nie może się przyznać przed śmiercią. Dziewica Maryja przywróciła jej dzieci oraz mowę i dała jej szczęście do końca życia.